# Кузнецова, Софья Николаевна
Софья Николаевна Кузнецова — советский хозяйственный деятель, Герой Социалистического Труда.

## Биография
Родилась в 1918 году в селе Ковернино. Член КПСС с 1947 года.
В 1934—1936 — ученик корректор, корректор газеты «Промколхозник».
В 1936—1938 — продавец в городе Староконстантинове Каменец-Подольской области Украинской ССР.
В 1938—1943 — работница отдела рабочего снабжения автоцеха, в 1943—1947 — бригадир хозяйственной части литейного цеха № 3, в 1947—1973 — стерженщица Горьковского автомобильного завода Министерства автомобильной промышленности СССР.
Указом Президиума Верховного Совета СССР от 7 марта 1960 года присвоено звание Героя Социалистического Труда с вручением ордена Ленина и золотой медали «Серп и Молот».
Делегат XXII съезда КПСС.
Одна из инициаторов почина «Ни одного отстающего рядом», за что была удостоена премии Ленинского комсомола (1970).
Умерла в 2004 году в Нижнем Новгороде.

## Награды и звания
- Герой Социалистического Труда (07.03.1960)
- Орден Ленина (07.03.1960)